# Michael Collins (futbolista)
Michael Christopher Collins (Hicksville, New York, Estados Unidos; 17 de noviembre de 1961) es un exfutbolista estadounidense que jugaba de centrocampista y fue internacional absoluto por la selección de Estados Unidos en 1988. Collins es el actual presidente del California United Strikers FC de la National Independent Soccer Association.

## Selección nacional
Collins jugó dos encuentros por la selección de Estados Unidos en 1988. Debutó el 5 de junio de 1988 contra en la derrota por 3-0 contra Chile. Su segundo encuentro fue el 7 de junio en la derrota por la mínima ante Ecuador.

## Clubes
Ref.
| Club                        | País           | Año       |
| --------------------------- | -------------- | --------- |
| New York United             | Estados Unidos | 1980-1981 |
| Atlanta Chiefs (Indoor)     | Estados Unidos | 1980-1981 |
| Pennsylvania Stoners        | Estados Unidos | 1981      |
| New York Arrows (Indoor)    | Estados Unidos | 1981-1984 |
| New York Nationals          | Estados Unidos | 1984      |
| Baltimore Blast (Indoor)    | Estados Unidos | 1984-1985 |
| New York Express (Indoor)   | Estados Unidos | 1986-1987 |
| Los Angeles Lazers (Indoor) | Estados Unidos | 1987-1989 |
| St. Louis Storm (Indoor)    | Estados Unidos | 1989-1990 |
| San Diego Sockers (Indoor)  | Estados Unidos | 1991-1992 |
| Milwaukee Wave (Indoor)     | Estados Unidos | 1992-1993 |
| Milwaukee Rampage           | Estados Unidos | 1994      |
| Buffalo Blizzard (Indoor)   | Estados Unidos | 1994-1995 |
| Seattle SeaDogs (Indoor)    | Estados Unidos | 1995      |
| Sacramento Knights (Indoor) | Estados Unidos | 1996      |
| Buffalo Blizzard (Indoor)   | Estados Unidos | 1996-1997 |
| Detroit Safari (Indoor)     | Estados Unidos | 1997      |